# ساکاد
ساکاد (به انگلیسی: Succade)، پوست شیرین شده هر یک از گونه‌های مرکبات است، به ویژه مرکبات یا داروهای مرکبات که با پوست بسیار غلیظ آن مشخص است. علاوه بر این، طعم پوسته داخلی مرکبات نسبت به سایر مرکبات تلخ نیست. با این حال، این اصطلاح گه‌گاهی به پوست، ریشه، یا حتی میوه یا سبزیجات کامل مانند جعفری، رازیانه و کوکوربیتا که طعم تلخی دارند و با شکر جوشانده می‌شوند برای گرفتن یک نتیجه خاص «شیرین و ترش» نیز گفته می‌شود.
میوه‌هایی که معمولاً شیرین می‌شوند نیز شامل خرما، گیلاس، آناناس، زنجبیل، و پوست هندوانه است.